# Coronel Henrique
Carlos Henrique Coelho de Campos (Barbacena, 11 de julho de 1968), conhecido como Coronel Henrique, é um membro das Forças Armadas e político brasileiro. 
Foi eleito deputado estadual pelo Partido Social Liberal (PSL) nas eleições de 2018, tendo obtido 27.867 votos. Foi reeleito deputado estadual pelo Partido Liberal (PL) nas eleições de 2022, tendo obtido 34.336 votos.